# Hyperolius nimbae
Espèce
Synonymes
- Hyperolius viridiflavus nimbae Laurent, 1958

Statut de conservation UICN

 EN B1ab(iii) : En danger
Hyperolius nimbae est une espèce d'amphibiens de la famille des Hyperoliidae.

## Répartition
Cette espèce est endémique de Côte d'Ivoire. Elle se rencontre dans les plaines au pied sud-est du mont Nimba. Elle pourrait être présente en Guinée et au Liberia,. 

## Étymologie
Son nom d'espèce lui a été donné en référence à son lieu de découverte, le mont Nimba.

## Publication originale
- Laurent, 1958 : La réserve naturelle intégrale du mont Nimba. XIII. Les rainettes du genre Hyperolius. Mémoires de l'Institut Français d'Afrique Noire, Dakar, vol. 53, p. 275-299.